# مكتب جوازات سفر صاحبة الجلالة
مكتب جوازات سفر صاحبة الجلالة (HMPO) هو وكالة تابعة لوزارة الداخلية في المملكة المتحدة. توفر جوازات السفر للمواطنين البريطانيين في جميع أنحاء العالم وتم تشكيلها في 1 أبريل 2006 باسم خدمة الهوية والجوازات (خلفًا لوكالة الجوازات البريطانية ، التي تأسست في عام 1991 ، على الرغم من أن مكتب الجوازات كان أيضًا اسمها السابق).